# تيتي ستيفن ناش
سعدان تيتي ستيفن ناش (الاسم العلمي: Plecturocebus stephennashi) ، والمعروف أيضًا باسم، هو نوع من أنواع التيتي، وهو نوع من قرد العالم الجديد ، مستوطن على الضفة الشرقية لنهر بوروس في البرازيل.  اكتشفه مارك فان روزمالن في عام 2001 عندما أحضر الصيادون المحليون عينات إلى مركز التكاثر. تم وصفها في عام 2002.  وقد سميت تكريما لستيفن د. ناش، المصور في منظمة الحفظ الدولي ، المنظمة التي موّلت أعمال فان روزمالين. القرد فضي إلى حد كبير مع جبهته سوداء وسوالف وصدر أحمر اللون، وكذلك على الجانب السفلي من أطرافه.   طوله 28 بوصة. 

## روابط خارجية
- صور ستيفن ناش تيتي